# Райден (Mortal Kombat)
Райден (англ. Raiden, також зустрічається як Рейден) — вигаданий персонаж із серії ігор «Mortal Kombat» розробленна Midmay Games та NetherRealm Studios. Заснований на японському божеству Рейджін, бога грому котрий має силу контролювати блискавку. Дебютував в оригінльній Mortal Kombat 1992 та з'являвся майже в усіх іграх серії, окірм Mortal Kombat 3 та Ultimate Mortal Kombat 3.
У фільмі «Смертельна битва» роль Райдена виконав Кристофер Ламберт.

## Сюжетна лінія

### Передісторія
Будучи богом грому, Райден має унікальні можливості: він може телепортуватися, літати, а також створювати електричний струм; пам'ять Райдена зберігає події від початку світу. Вбити його практично неможливо: навіть якщо фізична оболонка Райдена буде знищена, через деякий час вона відродиться знову. Однією із особливостей Райдена є його капелюх. З першої по четверту частину включно, а також в іграх Mortal Kombat vs. DC Universe і Mortal Kombat (2011) у нього був капелюх схожий на головний убір збирачів рису в Китаї, але, у всіх інших частинах, Райден носить сталевий капелюх значно більших розмірів, ніж вище описаний. У грі Mortal Kombat: Deadly Alliance у нього з'явився альтернативний костюм без капелюха, який також був використаний в іграх Mortal Kombat: Deception і Mortal Kombat: Armageddon.
На початку створення земної цивілізації Райден був її захисником. Він брав участь у боротьбі проти Старшого бога Шиннока, що намірився знищити інших богів. В ході війни, расі зауріанців, з якої походив родом Рептилія, довелося бігти в інший світ, який назвали Затерра.
Райден здолав Шиннока за допомогою Старших богів і вигнав його в Нижній Світ. Магічний амулет Шиннока був таємно прихований в храмі Першозасновників, загубленому в горах Непала. Райден доручив чотирьом богам — Вітру, Вогню, Води і Землі — його охороняти.
Коли Саб-Зіро вдалося викрасти амулет для Куан Чі, що сталося кілька мільйонів років тому, Райден, поставши перед кланом Лін Куей, наказав Саб-Зіро повернути амулет, щоб ним не скористався Шіннок, що жадав звільнитися. Райден не міг забрати амулет сам, так як його сили зникали в Нижньому світі. Саб-Зіро довелося підкоритися, і він успішно виконав завдання, тому Шиннок на якийсь час перестав представляти загрозу. Хоча пізніше і з'ясувалося, що Куан Чи дав Райдену підроблений амулет, Райден не дізнався про це, через що справжній амулет залишився у Куан Чі.

## Ігрове представлення

### Mortal Kombat
Через деякий час, чаклун Шан Цун кинув виклик багатьом воїнам Землі для участі в турнірі під назвою «Mortal Kombat», який буде проведений на його особистому острові. Усвідомлюючи ту небезпеку, яку Шан Цзун представляв для майбутнього всієї земної цивілізації, Райден в образі смертного взяв участь в турнірі. Крім того, він став єдиним свідком смерті Саб-Зіро від руки Скорпіона.
Перемога Райдена не стала сюрпризом для нього самого. Він ніколи не був вражений жалюгідним чаклунством Шан Цзун, грубою силою Горо або змаганням з іншими учасниками. Йому хотілося перемогти! Але Райден вмирає, що призвело до смерті Шан Цзунга. Після цього Саб-Зіро воскрешає Райдена.

### Mortal Kombat II
Через рік, після тріумфальної перемоги Лю Кана на турнірі, Райден був змушений прийняти виклик Шан Цзуна — битися в новому турнірі, цього разу у Зовнішньому світі. За допомогою Лю Кана та інших воїнів Землі, Райден взяв верх і над Шан Цзуном, і над самим Шао Каном. Втім, він навіть не здогадувався про те, що новий турнір служив лише для того, щоб відвернути його увагу, і це дозволило Шао Кану прибути на Землю, ожививши спочатку королеву Сіндел.
Закінчення в MK II: Добре знайомий з брехнею Шан Цзуна і люттю Шао Кана — Райден прийняв їх виклик, щоб змагатися на турнірі Зовнішнього Світу. Він в курсі їх плану внести дисбаланс в світ і загарбати Земне Царство. Райден поклявся використовувати всю свою міць, щоб покінчити з їх віроломством. Перемігши в турнірі, Райден знищив Шао Кана і всіх його помічників. Він також знищив ворота між вимірами, які повинні були служити для них проходом на Землю.

### Mortal Kombat Trilogy
Незважаючи на те, що Шао Кан міг легко забрати душу будь-якого жителя Землі, Райден зумів уберегти від цього Лю Кана і деяких інших воїнів. Коли почалося злиття двох світів, Старші боги демонстрували бездіяльність, і Райден, безсилий що-небудь зробити, пожертвував своїм безсмертям заради того, щоб допомогти воїнам Землі протистояти Шао Кану. Зрештою, армія Шао Кана була розбита і відкинута назад у Зовнішній світ, а Земля придбала свій первісний вигляд.
Закінчення в MK: T — Коли Зовнішній Світ і Земля злилися воєдино, Райден виявив, що він бореться проти Шао Кана без допомоги Старших Богів. Богу грому довелося перетворити себе в смертного, щоб існувати в з'єднаних царствах. Зробивши це, він поставив під загрозу своє безсмертя. Але Райден завжди знаходив шлях зруйнувати задуми Шао Кана. Він направив обраних воїнів Землі в битву проти армії імператора Зовнішнього Світу, потім особисто воював з Шао Каном. Могутні істоти билися до тих пір, поки саме ядро Землі не здригнулася і Райден вийшов переможцем.

### Mortal Kombat 4
Після того, як Шао Кан був вигнаний назад у Зовнішній Світ, Шіннок за сприяння Куан Чи почав знову шукати шляхи до втечі з Нижнього світу і до захоплення влади. Але Райден, зібравши армію світла з воїнів Землі, включаючи Лю Кана, зупинив Шіннока. Райдену був дарований статус Старшого бога, і він доручив подальший захист Землі богу вітру Фудзіну. Кінцівка Райдена в Mortal Kombat 4

### Mortal Kombat: Deadly Alliance
Як Старший бог, Райден не міг не втрутитися, коли Шан Цзун і Куан Чи розправилися з Лю Каном. Незадоволений байдужістю інших богів, він відмовився від свого становища і знову скликав воїнів, щоб зупинити Смертоносний альянс. Але цього разу, удача була не на боці добра, тому що Джекс, Соня Блейд и Джонні Кейдж загинули в битві з загонами воїнів з раси Таркатанів. Кітану убив Куан Чи, а Кунг Лао став жертвою Шан Цзун. У розпачі Райден напав на обох чаклунів перед Солнадо (прибл. Переклад — Вихор душ). Шан Цзун оглушив Райдена, метнувши в нього одну з душ, в той же час його атакував Куан Чі, і Райден був переможений.
Він прийшов до тями, коли Онага, Король Драконів, з'явився на місці подій. Забувши про ворожнечу, він разом з Шан Цзуном і Куан Чи напав на Онагу. Зрозумівши, що їх спільні зусилля марні, Райден висвободив саму свою божественну сутність, зробивши вибух страшенної сили, яка знищила обох чаклунів, Вихор Душ і стер з лиця землі гробницю Онага. Але сам Король Драконів залишився цілий і неушкоджений.
Закінчення в MK: DA — Знову була досягнута перемога над загрозою для Земної Царства. Смертельного Альянсу більше не було. Які небезпеки лежать попереду, я більше не можу передбачити. Можливо, Король Драконів дійсно повернеться. Можливо, глибини Пекла вивергнуть легіони Оні. Тепер, коли Зовнішній Світ занурений в хаос, навіть Вампіри можуть являти собою загрозу. Одну річ я знаю напевно … Земне Царство має бути захищене. Я покинув титул Старшого Бога, щоб допомогти цим смертним … акт непокори по відношенню до Небес. Замість цього я залишуся тут, на Землі … як бог грому..

### Mortal Kombat: Armageddon
Маніпуляції з темною енергією привернули увагу Шиннока, який, ставши перед Райденом, запропонував йому укласти взаємовигідний союз. Райден буде повинен у всьому допомагати занепалому богу, в обмін на що останній пообіцяв зробити все в ім'я безпеки Землі. Прекрасно знаючи підступну натуру Шиннока, Райден, проте, погодився з думкою, що потай вдасться вивідати його плани.
У «Konquest Mode» Тейвен зустрічає Райдена, який розповідає про те, що він уклав з Шао Каном угоду, згідно з якою імператор може спокійно забрати всі світи, які захоче, за винятком Землі. Райдену ж доведеться знайти і знищити Тейвена, щоб безперешкодно прийняти силу Блейз. Райден і Тейвен вступають в бій, поки Шао Кан, Онага, Шан Цзун і Куан Чи ховаються в Еденії через портал. Райден зазнає поразки, залишаючись лежати без свідомості на землі. Тейвен, все ще шокований його діями, переслідує лиходіїв.
Райден бере участь в Битві у Піраміди Аргуса на стороні сил Світла.
Закінчення в MK: A — Бог грому, Райден, пересилив Блейз і ввібрав енергію, яка повинна була трансформувати синів Аргуса. Його сила зросла багаторазово і стала незрівнянної з силами інших богів, Райден став божеством неймовірної міці. Випустивши свій гнів на царства, він знищив їх усіх. Ніхто і ніколи більше не стане загрожувати Земному Царству.

### Mortal Kombat vs. DC Universe
Після провалу вторгнення Шао Кана в Земний Світ, Райден знищує Кана, вистріливши в нього блискавкою, коли той намагався втекти через портал. У той же час, на Землі, Супермен знищує лиходія Дарксайда, вистріливши в нього лазером з очей, коли апокаліптянін намагався втекти додому за допомогою телепортатора. Так як це відбувається одночасно в обох світах, обидва лиходія виявляються злиті в єдину надістоту під назвою Дарк Кан, який починає злиття всесвітів Mortal Kombat і DC Universe.
Після фінальної битви в боєздатному стані залишаються лише двоє: Супермен і Райден. Вони починають поєдинок, тоді як Дарк Кан харчується їх люттю. Кожен раптом розуміє, що це працює на користь Дарк Кана і перемагають свою лють, щоб знищити свого ворога, відновлюючи обидва світи. Але ось проблема, Шао Кан якимось чином залишився на Землі, а Дарксайд — в світі Mortal Kombat. Незважаючи на те що вони залишилися безсилі в світах відмінних від своїх, герої вирішили заховати імператорів від гріха подалі: Супермен заточив Шао Кана в Фантомну зону, а Райден Дарксайда — в Пекло.
Закінчення в MK vs DCU — Як тільки конфлікт між світами завершився, Райден повернувся в Земне Царство, тільки, щоб виявити, що перебування під сонцем його рідного світу послаблювало його. Чаклун Куан Чи запропонував Райдену камінь, забарвлений в кольори нефриту, який міг заповнити його сили — в обмін на його клятву у вірності. Де Куан Чи роздобув цей камінь, є загадкою. Райден повинен тепер вибирати між служінням злому чаклуна … або смертністю.

### Mortal Kombat (2011)
MK2011 починається з того, що Райден, за допомогою амулета, повертає час назад після подій Mortal Kombat: Armageddon, щоб уникнути жахливої битви, в якій переможе Шао Кан. Видіння починаються на першому турнірі. Передбачаючи наслідки боїв, Райден намагається їх змінити. Але коли Райден відмовляв Скорпіона від думки вбити Саб-Зіро, Куан Чи все ж змусив ніндзя вбити його. Однак, Райдену вдалося пробудити совість у Сайраксі, але не врятувати його від перетворення в кіборга. Коли Лю Кан переміг Шан Цзуна, Райден думав, що той, хто «повинен перемогти» переміг, але це було лише початком. Воїнам Землі довелося вступити в турнір у Зовнішньому Світі. Там Райден рятує Смоука від кібернетизації, але тоді кіборги Лін Куея захоплюють Саб-Зіро. Також Райден не пускає Джонні Кейджа далеко від себе, в результаті Кейджа не вбивають. Коли Ермак перемагає Джонні Кейджа в турнірі, Райден виставляє проти Куан Чи, Шан Цзун і Кинтаро Кун Лао, так як Лю Кан був зайнятий рятуванням Кітани від Шао Кана. Кун Лао перемагає, але йому тут же скручує голову Шао Кан. Тоді з імператором бореться розлючений Лю Кан і перемагає. Але і це не кінець. Починається вторгнення на Землю. Після того, як знищення вихору душ не допомагає, Райден просить допомоги у Куан Чи. Той відмовляє, але тоді ж Райден розуміє, що треба дати перемогти Шао Кану, і Старші Боги втрутяться. Але Лю Кан не вірить цьому і нападає на Райдена. Райден перемагає Лю Кана, але той знову кидається на Райдена. Райден вражає Лю Кана блискавкою, від чого той вмирає, Райден ніяк не міг пробачити собі цього і впав у відчай. Коли Шао Кан прибуває на Землю, Райден, повідомивши Старших Богів, вбиває його назавжди. Вторгнення зупинено. Але цар Нижнього Світу Шиннок вже готується завоювати і Зовнішній Світ, і Земне Царство.
Закінчення в MK (2011) — Шао Кан пішов, але наслідки від злиття царств залишилися. Залишки сил вторгнення продовжували вільно бродити і необхідно було з ними розібратися. Але Земне Царство величезне, а Райден тільки один. Він набрав чотирьох воїнів, одного для кожного напрямку вітру, і розділив свою душу, помістивши одну частину в кожного з них. За допомогою цих нових героїв, Райден зможе битися з силами темряви в чотирьох місцях одночасно.

### Mortal Kombat X
У MKX Райден знову з'являється. Перша його поява: Райден і Фуджин удвох відбивають атаку Монстрів з пекла, слуг Куан Чи. Незабаром з'являється і сам Куан Чи вбиваючи одного зі своїх поплічників. Після короткого діалогу, в кадрі з'являються демонічні герої МК, які впали в Смертельному Бою: Кабал, Страйкер і Сіндел. Вони нападають на Райдена і Фудзжина. Райден і Фуджина намагаються стримати їх, але раптом з'являється Шиннок з амулетом. Після діалогу Райдена і Шиннока, Страйкер, Кабал, Сіндел і Куан Чи знову нападають на Райдена і Фуджина, але їм вдається відбити атаку. Але силою амулета Шіннок відкидає їх до Цзінь Сей. У планах Шиннока захопити Цзінь Сей і Земне Царство згодом, заволодіти силою Цзінь Сей і перетворитися в іншу, більш сильну форму. Шиннок намагається засмоктати в амулет Райдена і Фудзіно, але несподівано з'являється Джонні Кейдж з Сонею Блейд і Кенші. Джоні Кейдж б'є Шиннока Тіньовим ударом, Шиннок падає і упускає амулет. Зав'язується бійка між Джонні Кейджем, Кенші, Сонею Блейд, Райденом і Шінноком, в результаті якої Джонні перемагає Шиннока і кидає амулет Райдену. Скориставшись амулетом, Райден укладає Шіннока в амулет, в його в'язницю. Райден і Фуджин намагаються вирішити що робити з амулетом Шиннока і в підсумку вирішують доставити його Старшим Богам для подальших рішень.
Наступна поява Райдена — спогади Кун Цзинь, в яких Кун Цзинь намагається вкрасти статуетку зеленого дракона (яка була подарована Райдену сім'єю Кун Лао в пам'ять про його загибелі) з храму Райдена. Райден намагається його зупинити. Кун Цзинь звинувачує Райдена в смерті Кун Лао і Лю Кана, після чого вони вступають в сутичку. Кун Цзінь перемагає Райдена, але Райден знову постає перед Кун Цзінь і зізнається йому в тому, що він навмисно спровокував того на бійку, щоб той мав можливість вивільнити свій гнів і спокійно вислухати Райдена. Райден переконує змінити свій шлях звичайного злодія і піти по стопах своїх родичів і вступити у храм Шаолінь.
Через 25 років, Райден приходить до себе додому і бачить старого друга, з яким бився пліч-о-пліч. Пізніше, Райден в палатах Цзінь Сея почув крики. На його друга напали демонічні персонажі з ранніх частин, Кун Лао, Кабан, Лю Кан і Сіндел, під проводом Шиннока. Демонічні персонажі напали на Райдена, але той відбив атаку, але проти нього пішов один на один Кун Лао. Райден відбив його атаку, але вже проти нього вийшов Лю Кан, але і його Райден зміг перемогти. Пізніше він біжить в Цзінь Сей, але Шиннок захопив Райдена величезними кістяними руками. Шіннок почав захоплювати Цзінь Сей і Земне Царство стало пеклом, а Шіннок перетворив форму в демонічного Шиннока — більш могутнього і сильного. У цей момент прийшла Кессі (Кассандра) Кейдж. Спочатку вона боролася з Ді'Ворой і перемогла, а потім почала битися з демонічним Шинноком і знову перемогла. Вона з Кун Цзинь звільнила Райдена, той хотів зайти в Цзінь Сей, щоб врятувати світ, хоч це загрожувало смертю Райдена, той все одно пішов в Цзінь Сей. Він відібрав силу Шиннока і повернув Земне Царство в свій звичний вигляд. Далі приходять Соня Блейд і її армія, і надають допомогу Джонні Кейджа, в якого намагалися залізти жуки Ді'Вори.
Після титрів видно, що Райден перетворився в демонічний вигляд. Він прийшов в пекло і сказав прислужникам Шиннока, що не має наміру зупинятися на захист Земної Царства, він буде винищувати всіх, хто посміє на нього напасти. Після чого кидає голову Шиннока і зникає.

### Mortal Kombat 1
У новій часовій лінії, зображеній у Mortal Kombat 1, Рейден і Лю Канг помінялися ролями: Рейден тепер переписує історію як Бог Вогню, а Лю Канг — як чемпіон Земного світу, якого Лю Канг повинен тренувати, щоб взяти участь у турнірі Outworld. Ця версія Рейдена виросла як польовий робітник у селі Фенцзянь разом з Кун Лао, якого навчала бойовим мистецтвам мадам Бо. Після того, як Рейден стає головним чемпіоном турніру, Лю Кан дарує йому амулет, який надає йому його блискавичну силу. Під час кульмінації гри, коли головним антагоністом стає Титан Шан Цун з кінцівки «Наслідків», з'являються інші версії Рейдена з різних часових ліній, зокрема Темна Рейден з часової лінії Титана Шан Цуна, а також версія, яка сама стала Титаном після перемоги над Кронікою і допомагає Лю Кану зупинити його. Дізнавшись про своїх благочестивих побратимів і минулі ітерації, Рейден дізнається, що Лю Кан зробив його смертним у новій часовій лінії, щоб запобігти його поглинанню люттю і перетворенню на Дарк Рейдена. Вважаючи, що лють може знадобитися для майбутніх битв, Рейден починає тренуватися зі Скорпіоном, щоб навчитися нею володіти, і дякує Лю Кангу за те, що він не тільки допоміг йому дізнатися правду, але й знайти нове життя і поклявся зупинити свою темну сутність.